# Фанстон (Джорджія)
Фанстон (англ. Funston) — місто (англ. town) в США, в окрузі Колквіт штату Джорджія. Населення — 402 особи (2020).

## Географія
Фанстон розташований за координатами 31°11′45″ пн. ш. 83°52′52″ зх. д. / 31.19583° пн. ш. 83.88111° зх. д. (31.195923, -83.881135).  За даними Бюро перепису населення США в 2010 році місто мало площу 3,02 км², з яких 2,95 км² — суходіл та 0,07 км² — водойми.

### Клімат
| Клімат : Фанстон      | Клімат : Фанстон | Клімат : Фанстон | Клімат : Фанстон | Клімат : Фанстон | Клімат : Фанстон | Клімат : Фанстон | Клімат : Фанстон | Клімат : Фанстон | Клімат : Фанстон | Клімат : Фанстон | Клімат : Фанстон | Клімат : Фанстон | Клімат : Фанстон |
| Показник              | Січ.             | Лют.             | Бер.             | Квіт.            | Трав.            | Черв.            | Лип.             | Серп.            | Вер.             | Жовт.            | Лист.            | Груд.            | Рік              |
| Середній максимум, °C | 17,2             | 18,9             | 22,8             | 26,7             | 30,0             | 32,8             | 33,3             | 32,8             | 31,1             | 26,7             | 21,7             | 17,8             | 26,1             |
| Середній мінімум, °C  | 4,4              | 6,1              | 8,9              | 12,2             | 16,7             | 20,0             | 21,7             | 21,1             | 18,9             | 13,3             | 8,3              | 5,0              | 13,3             |
| Норма опадів, мм      | 109              | 107              | 132              | 97               | 84               | 127              | 150              | 135              | 104              | 61               | 66               | 94               | 1262             |
| --------------------- | ---------------- | ---------------- | ---------------- | ---------------- | ---------------- | ---------------- | ---------------- | ---------------- | ---------------- | ---------------- | ---------------- | ---------------- | ---------------- |
| Джерело: Weatherbase  |                  |                  |                  |                  |                  |                  |                  |                  |                  |                  |                  |                  |                  |

## Демографія
Згідно з переписом 2010 року, у місті мешкало 449 осіб у 154 домогосподарствах у складі 114 родин. Густота населення становила 149 осіб/км².  Було 168 помешкань (56/км²).
Расовий склад населення:
| - 66,1 % — білих - 23,8 % — чорних або афроамериканців - 9,8 % — осіб інших рас |

До двох чи більше рас належало 0,2 %. Частка іспаномовних становила 14,0 % від усіх жителів.
За віковим діапазоном населення розподілялося таким чином: 31,2 % — особи молодші 18 років, 58,1 % — особи у віці 18—64 років, 10,7 % — особи у віці 65 років та старші. Медіана віку мешканця становила 31,9 року. На 100 осіб жіночої статі у місті припадало 90,3 чоловіків;  на 100 жінок у віці від 18 років та старших — 82,8 чоловіків також старших 18 років.
Середній дохід на одне домашнє господарство  становив 35 090 доларів США (медіана — 33 472), а середній дохід на одну сім'ю — 34 694 долари (медіана — 31 406). За межею бідності перебувало 42,8 % осіб, у тому числі 51,8 % дітей у віці до 18 років та 22,4 % осіб у віці 65 років та старших.
Цивільне працевлаштоване населення становило 279 осіб. Основні галузі зайнятості: освіта, охорона здоров'я та соціальна допомога — 21,1 %, виробництво — 18,3 %, сільське господарство, лісництво, риболовля — 13,6 %, роздрібна торгівля — 9,3 %.